# Homoneura nigrita
Homoneura nigrita är en tvåvingeart som beskrevs av Malloch 1929. Homoneura nigrita ingår i släktet Homoneura och familjen lövflugor. Inga underarter finns listade i Catalogue of Life.